# Лорел (Вирџинија)
Лорел (енгл. Laurel) насељено је место без административног статуса у америчкој савезној држави Вирџинија.

## Демографија
По попису из 2010. године број становника је 16.713, што је 1.838 (12,4%) становника више него 2000. године.
| Група             | 2000.         | 2010.         |
| Белци             | 9.435 (63,4%) | 8.373 (50,1%) |
| Афроамериканци    | 3.615 (24,3%) | 5.076 (30,4%) |
| Азијати           | 917 (6,2%)    | 1.043 (6,2%)  |
| Хиспаноамериканци | 618 (4,2%)    | 1.846 (11,0%) |
| Укупно            | 14.875        | 16.713        |